# Msvati III.
Msvati III. (rojen kot Makhosetive) kralj Esvatinija; * 19. april 1968, Manzini, Esvatini.
Je kralj Esvatinija in vodja svazijske kraljeve družine. Rodil se je v Manziniju v Protektoratu Svazija kralju Sobhuzi II. in eni od njegovih mlajših žena Ntfombi Tfwala. Kot Msvati III., Ingwenyama in kralj Svazija je bil okronan 25. aprila 1986 pri 18 letih in tako postal najmlajši takrat vladajoči monarh na svetu. Skupaj s svojo materjo Ntfombi Tfwala, zdaj kraljico materjo (Ndlovukati), vlada državi kot absolutni monarh. Msvati III. je znan po svoji praksi poliginije (čeprav država potrdi vsaj dve ženi) in ima trenutno 15 žena. Mswati III. je bil tudi tajno financiran in podpiran s strani vlad Južne Afrike iz obdobja apartheida.
Makhosetijev režim je bil označen kot avtoritaren z velikim kultom osebnosti. V času njegove vladavine se je poleg množičnih zaporov in mučenja novinarjev močno povečalo policijsko nasilje. Leta 2021 zatrl prodemokratične proteste, pri čemer je bilo na desetine protestnikov usmrčenih, poslanci pa aretirani.